# 上海浦东展览馆

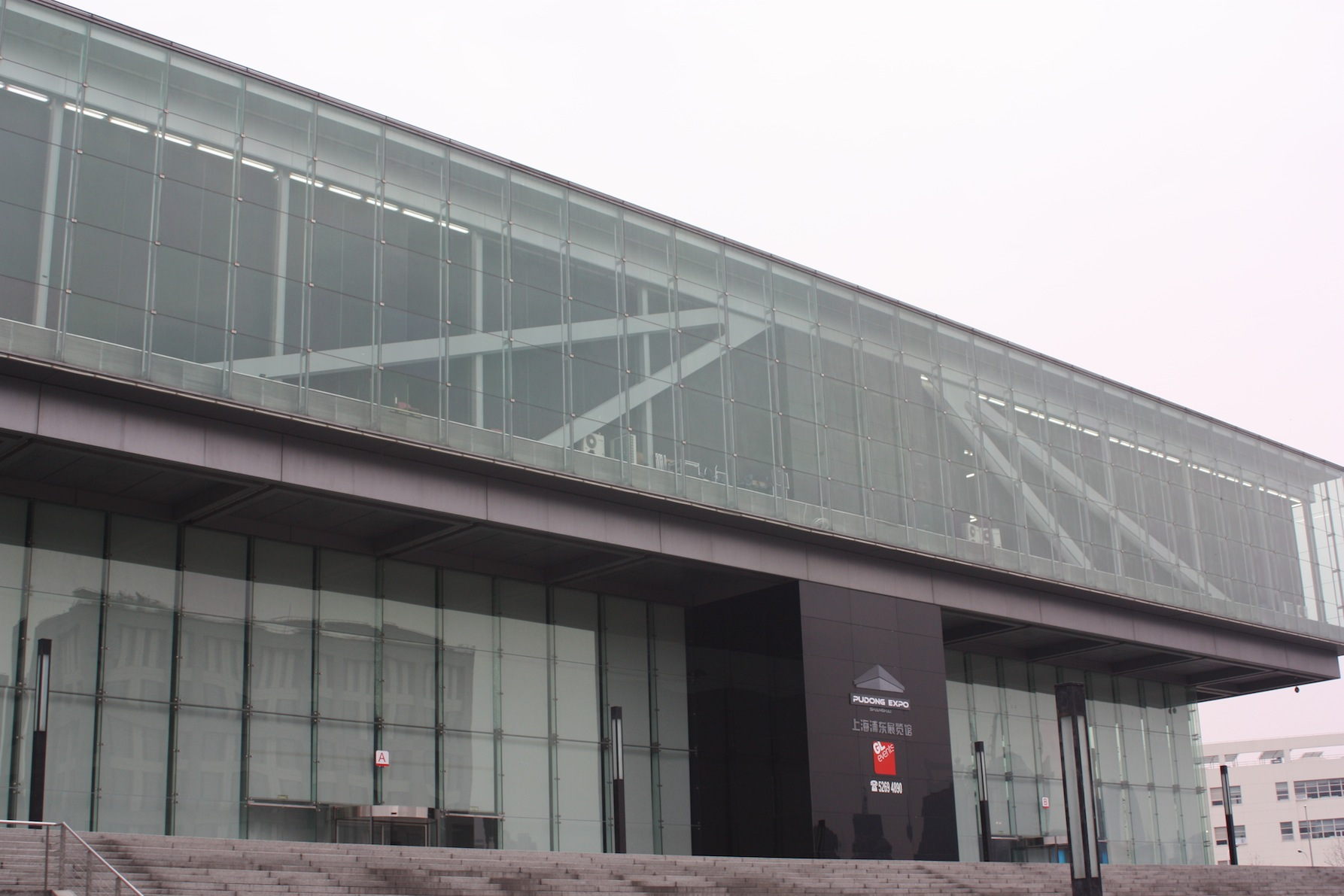
浦东展览馆

上海浦东展览馆位于上海市浦东新区，临近上海科技馆与上海东方艺术中心。拥有三层楼、14,450平方米总展出面积。可容纳约两万名参观者。为浦东地区以至上海市提供会展服务。